# Sehithwa
Sehithwa – wieś w Botswanie w dystrykcie North West. Według spisu ludności z 2011 roku wieś liczyła 2748 mieszkańców.